# Ветра (хоккейный клуб)
Хоккейный клуб «Ветра»(лит. Vėtra Vilnius) — команда по хоккею с шайбой из города Вильнюс, с сезона 2011-12 планировавшая выступать в Континентальной хоккейной лиге, однако клуб не смог вступить в лигу.

## Бюджет
Бюджет клуба в первом сезоне составит $10-14 млн.

## Домашняя арена
Домашней ареной новосозданного клуба будет вильнюсский дворец спорта «Siemens Arena» вместимостью 8 750 зрителей. 12 октября 2009 года на этой арене уже был проведён матч Континентальной хоккейной лиги, в котором встречались СКА и «Ак Барс».

## История ХК «Ветра»
31 октября 2009 года считается днём рождения клуба. В этот день в Вильнюсе состоялась пресс-конференция, на которой было объявлено о создании хоккейного клуба, который планирует стартовать в Континентальной хоккейной лиге в сезоне 2010—2011. На вопросы журналистов ответили генеральный менеджер хоккейной команды Александр Харламов, его помощник Марат Давыдов, президент футбольного клуба «Ветра» Ромас Сташаускас, вице-президент Антон Треушников и президент ХК «Энергия» из Электреная Пятрас Науседа.
2 апреля 2010 на сайте КХЛ было объявлено о начале проверки заявки ХК Ветра.
03.05.2010 вице-президент ХК «Ветра» Антон Треушников заявил, что литовский клуб «Ветра» не будет играть в КХЛ, так как спонсоры под этот проект так и не были найдены.

## Главный тренер
По различным данным на пост тренера претендовал Сергей Гомоляко.